# دون نورتن
دون نورتن (بالإنجليزية: Don Norton)‏ هو لاعب كرة قدم أمريكية أمريكي، ولد في 13 مارس 1938 في آيوا سيتي في الولايات المتحدة، وتوفي في 23 يونيو 1997.

## وصلات خارجية
- دون نورتن على موقع مرجع كرة القدم المحترفة.كوم (الإنجليزية)